# Vroutek
Vroutek är en stad i Tjeckien.   Den ligger i regionen Ústí nad Labem, i den västra delen av landet, 70 km väster om huvudstaden Prag. Vroutek ligger 332 meter över havet och antalet invånare är 1 898.
Terrängen runt Vroutek är platt åt nordost, men åt sydväst är den kuperad.Runt Vroutek är det ganska glesbefolkat, med 47 invånare per kvadratkilometer. Närmaste större samhälle är Podbořany, 5,9 km norr om Vroutek. Trakten runt Vroutek består till största delen av jordbruksmark.